# Meinwerk

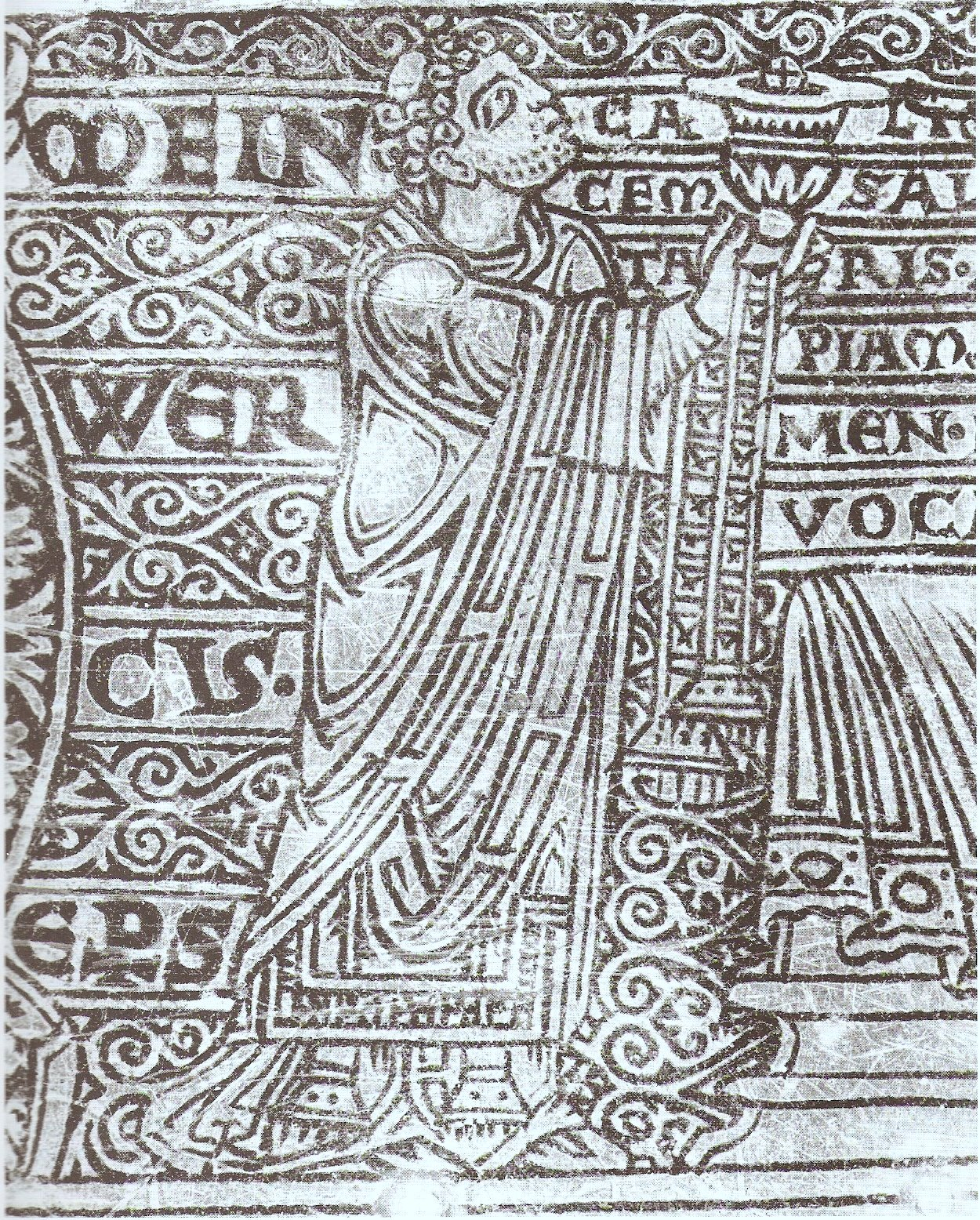
Der Selige Bischof Meinwerk in der frühesten Darstellung auf dem Tragaltar des Roger von Helmarshausen 1100 - Erzbischöfliches Diözesanmuseum Paderborn

Meinwerk (* um 975 vermutlich in Renkum (Niederlande); † 5. Juni 1036 in Paderborn) war von 1009 bis 1036 Bischof von Paderborn.

## Leben und Wirken
Meinwerk entstammte der zum sächsischen Hochadel zählenden Familie der Immedinger. Sein Vater war Graf Immad (oder auch Immed IV.), seine Mutter Adela von Hamaland, eine der beiden Erbtöchter des Grafen Wichmann von Hamaland. Sein älterer Bruder war Graf Dietrich, welcher angeblich auf Anstiftung der gemeinsamen Mutter ermordet wurde. Die Schwester Azela war Kanonisse im Stift Elten. Eine weitere Schwester – eventuell Halbschwester – war die Heilige Emma († 3. Dezember 1038), Frau des Grafen Liutger, einem Sohn des Hermann Billung.
Meinwerk wurde als nachgeborener Sohn für die geistliche Laufbahn bestimmt und besuchte die Domschulen in Halberstadt und Hildesheim, wo der spätere König und Kaiser Heinrich II. sein Mitschüler war. Anschließend erhielt er ein Kanonikat am Halberstädter Dom. Er ist seit dem Jahre 1001 als Kaplan am Hof Kaiser Ottos III. bezeugt. Dessen Nachfolger, Heinrich II., behielt seinen Schulfreund Meinwerk als Hofkaplan und berief ihn nach dem Tod des Paderborner Bischofs Rethar im März 1009 als dessen Nachfolger. Er erhielt die Bischofsweihe am 13. März 1009 in der Pfalz zu Goslar durch den Mainzer Erzbischof Willigis.
Neben dem engen Verhältnis zwischen Heinrich II. und Meinwerk war für seine Erhebung zum Paderborner Bischof ausschlaggebend, dass Meinwerk aus seiner immedingischen Herkunft über ein beträchtliches ererbtes Vermögen verfügte. Die Wahl erwies sich auch in der Tat als ein Glücksfall für das damals vergleichsweise arme Bistum Paderborn. Meinwerk ließ den Paderborner Dom wiederherstellen (Weihe 1015), gründete das Kloster Abdinghof und das Kanonikerstift Busdorf in der Bischofsstadt und reformierte die kirchlichen Einrichtungen des Sprengels. Dabei investierte er einen Großteil seines Vermögens in das Bistum.

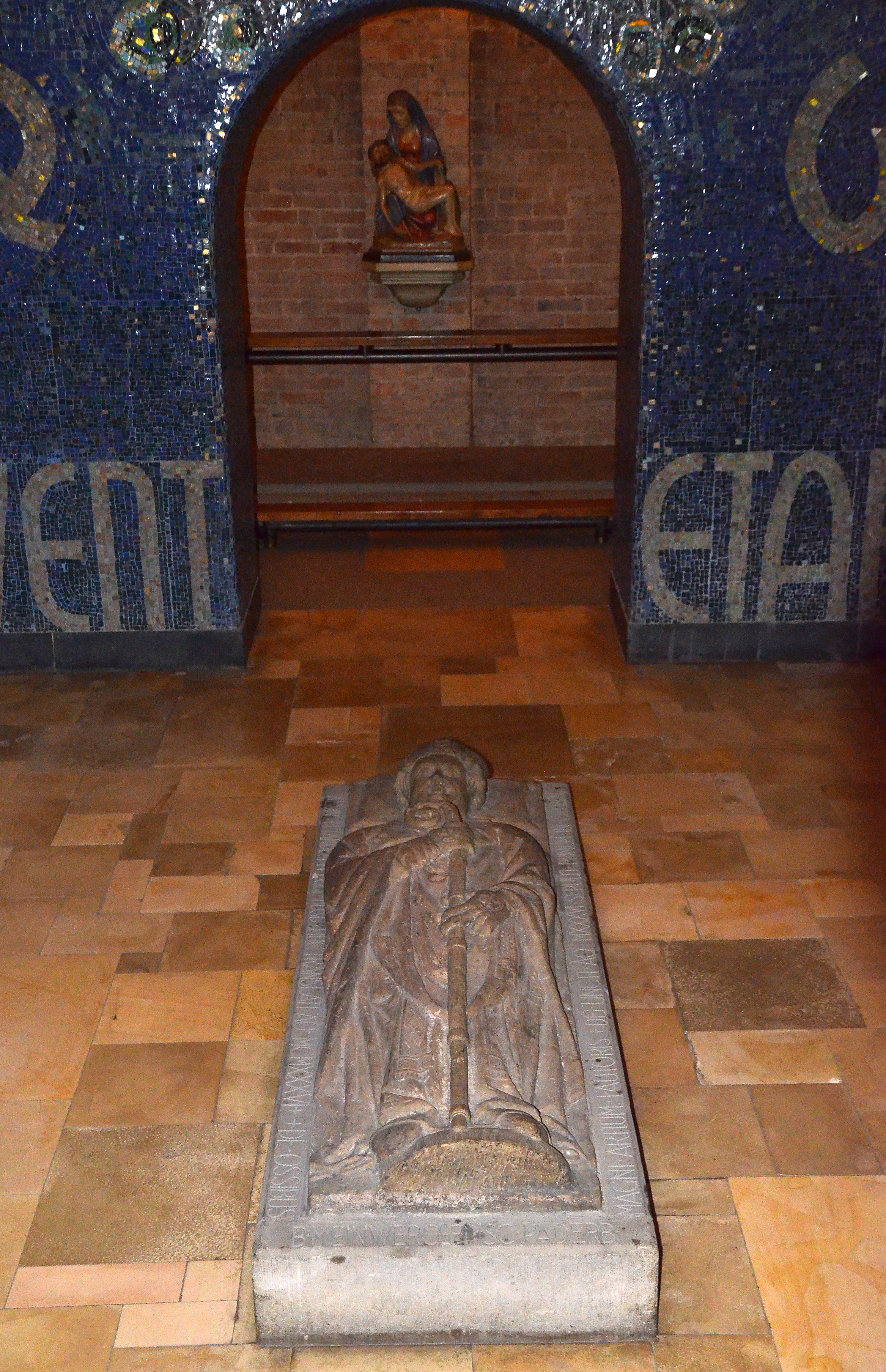
Grabmal des Bischofs Meinwerk im Dom zu Paderborn

Auch als Reichsfürst war er eine wichtige Stütze der kaiserlichen Politik. Er nahm regelmäßig an den Reichsversammlungen, Hoftagen und Bischofssynoden teil und zog dreimal im königlichen Gefolge nach Rom, wo er Augenzeuge der Kaiserkrönungen Heinrichs II. (1014) und Konrads II. (1027) war. Die Kaiser dankten ihm seine Dienste auch, indem sie regelmäßig sein Bistum besuchten und ihm große Teile der Grafschaften Haolds II. und Dodikos übertrugen, als diese 1011 und 1020 nach dem Tod dieser Grafen verfügbar wurden. Heinrich II. suchte Paderborn und die dortige Pfalz siebenmal auf, Konrad II. weilte sogar achtmal, ebenfalls meist zu Hochfesten, in Paderborn.
Kurz nach der Weihe des von ihm gegründeten Busdorfstiftes im Mai 1036 verstarb Meinwerk am 5. Juni. Seine Gebeine fanden zunächst in der ebenfalls von ihm 1014 gestifteten Abdingskapelle ihre Ruhestätte. Nachdem das Kloster 1803 aufgehoben wurde, brachte man den Sarkophag dann jedoch in die Busdorfkirche. Dort befindet er sich auch heute noch im Hohen Chor, allerdings wurden einige Gebeine 1936 entnommen und in der Krypta des Domes bestattet, wo sie in der Bischofsgruft von dem Sarkophagdeckel mit der Figur Meinwerks bedeckt werden. Der Sarkophag in der Busdorfkirche hat seitdem einen schlichten Deckel. Meinwerk wird in der katholischen Kirche als Seliger verehrt.
Meinwerks Leben wurde um 1165 von Abt Konrad von Abdinghoff (1142–1173) in der Vita Meinwerci beschrieben.
Anlässlich seiner Investitur im Jahre 1009 wurde ihm eine Ausstellung in Paderborn vom 23. Oktober 2009 bis 21. Februar 2010 gewidmet.